# Esbjerg (commune)
Esbjerg est une commune du Danemark. Elle comptait 55 857 habitants en 2019, et  est située dans le sud-ouest du pays et relève de la région du Danemark du Sud. Son chef-lieu est la ville homonyme d'Esbjerg.

## Histoire
La commune d'Esbjerg est créée en 2007, dans le cadre d'une grande réforme de l'administration locale du pays. Elle est issue de la fusion de trois anciennes communes : Esbjerg, Bramming et Ribe. Elle reprend également le village de Grimstrup, qui relevait auparavant de la commune de Helle.

## Démographie
En 2019, la commune d'Esbjerg comptait 115 652 habitants.
| Localité       | Population (2019) |
| -------------- | ----------------- |
| Esbjerg        | 72 168            |
| Ribe           | 8 315             |
| Bramming       | 7 077             |
| Tjæreborg      | 2 749             |
| Gørding        | 1 767             |
| Tarp           | 1 724             |
| Andrup         | 1 308             |
| Egebæk         | 1 188             |
| Gredstedbro    | 1 068             |
| Guldager       | 1 026             |
| Store Darum    | 893               |
| Øster Vedsted  | 802               |
| Vejrup         | 756               |
| Bryndum        | 511               |
| Vilslev        | 470               |
| Skads          | 442               |
| Vester Nebel   | 426               |
| Ravnsbjerg     | 365               |
| Kærbøl         | 344               |
| Vester Vedsted | 328               |
| Roager         | 327               |
| Jernved        | 324               |
| Lustrup        | 247               |
| Hunderup       | 224               |

## Politique
Le conseil municipal de la commune se compose de 31 membres élus pour un mandat de quatre ans.
| Élection | Parti | Parti | Parti | Parti | Parti | Parti | Parti | Parti | Maire |                            |
| Élection | A     | B     | C     | D     | F     | O     | V     | Ø     | Maire | E                          |
| -------- | ----- | ----- | ----- | ----- | ----- | ----- | ----- | ----- | ----- | -------------------------- |
| 2005     | 10    | 1     | 1     | 0     | 3     | 1     | 15    | 0     | 0     | Johnny Søtrup (V)          |
| 2009     | 10    | 0     | 1     | 0     | 5     | 2     | 13    | 0     | 0     | Johnny Søtrup (V)          |
| 2013     | 9     | 0     | 1     | 0     | 2     | 2     | 15    | 2     | 0     | Johnny Søtrup (V)          |
| 2017     | 11    | 1     | 1     | 0     | 2     | 3     | 11    | 1     | 1     | Jesper Frost Rasmussen (V) |
| 2021     | 9     | 1     | 3     | 1     | 3     | 1     | 13    | 0     | 0     | Jesper Frost Rasmussen (V) |